# Roger Casal Fernàndez
Roger Casal Fernàndez (Sant Cugat del Vallès, Vallès Occidental, 9 de gener de 1981) és un orientador català.
Durant la seva trajectòria esportiva ha competit en diferents clubs. A més de ser membre del Club Orientació Catalunya, també ha format part dels clubs suecs IFK Göteborg des del 2004, del Ronneby OK des del 2006, i del Centre Esportiu Colivenc, d'Onil, Alacant, el seu lloc de residència, des del 2008. Ha guanyat els Campionats d'Espanya de curses d'orientació en totes les categories inferiors, i el 2001 es proclamà campió d'Europa júnior de mitja distància. Fou el primer orientador becat al Centre d'Alt Rendiment de Sant Cugat del Vallès. En categoria absoluta, entre el 2001 i el 2011, assolí vint-i-cinc títols estatals en diferents disciplines i especialitats, entre els quals cal destacar vuit de relleus, els anys 2001, 2002, 2003, 2004 2005, 2006, 2007 i 2009, i dos de BTT-O el 2002 i el 2003. Entre els anys 2000 i 2005 fou vencedor de sis Lligues espanyoles consecutives, i entre el 2002 i el 2006 set Campionats Llatins en diferents distàncies. També guanyà els 5 Dies de Txèquia el 2009, i disputà vuit Campionats del Món des de l'any 2001.